# Rex Reason
Rex Reason (* 30. November 1928 in Berlin, Deutschland; † 19. November 2015 in Walnut, Kalifornien) war ein US-amerikanischer Schauspieler.

## Leben
Reason wurde während einer Europareise seiner Eltern in Berlin geboren. Er wuchs in Los Angeles auf und besuchte die High School in Glendale. Nach dem Ende seiner Schulausbildung verpflichtete er sich bei der United States Army. Ab 1948 spielte er Theater in Pasadena und hatte 1952 sein Spielfilmdebüt mit einer Hauptrolle in Sturm über Tibet. Nach zwei Jahren als Vertragsschauspieler bei Columbia Pictures wechselte er zu Universal Pictures, für die er unter dem Künstlernamen Bart Roberts zwei Filme drehte.

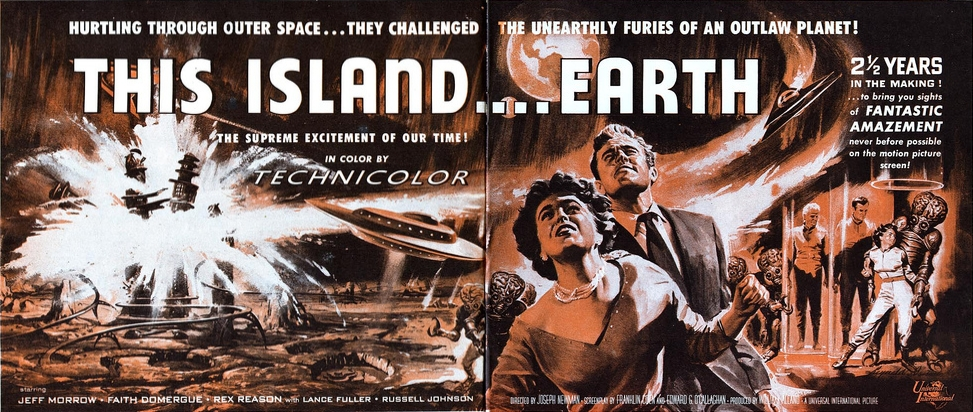
Filmplakat

Mitte der 1950er Jahre spielte er in einigen dem Genre des B-Movie zuzuordnenden Filmen Metaluna IV antwortet nicht (This Island Earth) und Das Ungeheuer ist unter uns. 1957 spielte er neben Clark Gable, Yvonne De Carlo und Sidney Poitier in Hamisch, der Sklavenhändler und hatte in der Folge die Hauptrolle in zwei in Schwarzweiß gedrehten B-Western. Zwischen 1957 und 1959 spielte er die Hauptrolle der Westernserie Der Mann ohne Colt, danach spielte er Gastrollen in weiteren Serien wie Bronco, 77 Sunset Strip und Perry Mason. 1960 bis zu deren Einstellung 1961 spielte er in 28 Episoden der Serie The Roaring 20’s, danach zog er sich aus dem Showgeschäft zurück und arbeitete als Immobilienmakler.
Sein jüngerer Bruder war der Schauspieler Rhodes Reason (1930–2014).

## Filmografie (Auswahl)
- 1952: Sturm über Tibet (Storm Over Tibet)
- 1952: Scaramouche, der galante Marquis (Scaramouche)
- 1952: Frau in Weiß (The Girl in White)
- 1952: Models Inc.
- 1953: Salome
- 1954: In den Kerkern von Marokko (Yankee Pasha)
- 1954: Attila, der Hunnenkönig (Sign of the Pagan)
- 1955: Die nackte Geisel (Lady Godiva of Coventry)
- 1955: Metaluna IV antwortet nicht (This Island Earth)
- 1956: Das Ungeheuer ist unter uns (The Creature Walks Among Us)
- 1957: Hamisch, der Sklavenhändler (Band of Angels)
- 1957–1959: Der Mann ohne Colt (Man Without a Gun; Fernsehserie, 51 Folgen)
- 1958: Thundering Jets
- 1960: Bronco (Fernsehserie, Folge Montana Passage)
- 1960: 77 Sunset Strip (Fernsehserie, Folge Blackout)
- 1960: Sugarfoot (Fernsehserie, Folge The Captive Locomotive)
- 1960–1961: Es geschah in den Zwanzigern (The Roaring 20’s; Fernsehserie, 28 Folgen)
- 1962: Perry Mason (Fernsehserie, Folge Der Fall mit der schlechten Schauspielerin)
- 1963: Wagon Train (Fernsehserie, Folge The Myra Marshall Story)